# Machadodorp
Machadodorp este un oraș din Africa de Sud.